# در کار ۲: گمشده
در کار ۲: گمشده (به انگلیسی: On the Job: The Missing) یک فیلم اکشن، دلهره‌آور و جنایی فیلیپینی محصول سال ۲۰۲۱ به کارگردانی اریک متی و نویسندگی میچیکو یاماموتو است. دنباله فیلم در کار محصول ۲۰۱۳ محسوب می‌شود، فیلم داستان روزنامه‌نگاری را روایت می‌کند که در مورد ناپدید شدن مرموز همکارانش تحقیق می‌کند و زندانی که به‌طور موقت برای انجام ترور آزاد می‌شود. در این فیلم بازیگرانی متشکل از جان آرسیلا، دنیس تریلو، دانته ریورو، لاتلو د لئون، کریستوفر د لئون، لئو مارتینز، جوی مارکز، اریک فروکتوزو، وندولف کویزون، آگوت ایسیدرو، سول کروز، وندل راموس، لائو رودریگوئز، آندره آ بریلانتس، مگان یونگ، لوی ایگناسیو و کارلوس سیگویون ریورا می‌باشد.
این فیلم برای اولین بار در ۱۰ سپتامبر ۲۰۲۱ در هفتاد و هشتمین جشنواره بین‌المللی فیلم ونیز به نمایش درآمد، جایی که در مسابقه اصلی برای شیر طلایی شرکت کرد و جام ولپی را برای بهترین بازیگر مرد برای جان آرسیلا برد. این فیلم بعداً به عنوان ورودی فیلیپین برای بهترین فیلم بلند بین‌المللی در نود و پنجمین جوایز اسکار انتخاب شد.
همچنین در یک مینی سریال برای به همین‌نام اقتباس شد، با نسخه ویرایش شده فیلم اول به عنوان دو قسمت اول، که در پنجاهمین جایزه بین‌المللی امی برای بهترین فیلم تلویزیونی یا مینی سریال نامزد شد.

## داستان
سیسوی سالاس (جان آرسیلا)، خبرنگار فاسد یک روزنامه محلی، در پی ناپدید شدن همکارانش مجبور می‌شود تحقیقاتی را آغاز کند و او را در مقابل منافع شخصی خود قرار دهد. در همین حال، رومن روبیو (دنیس تریلو)، زندانی که به‌طور معمول از زندان برای انجام ترور آزاد می‌شود، به خاطر جنایتی که مرتکب نشده به حبس ابد محکوم می‌شود و چون نمی‌خواهد بقیه عمر خود را به عنوان یک قاتل بگذراند، شروع به برنامه‌ریزی راه‌هایی برای به دست آوردن آزادی خود به هر وسیله‌ای می‌کند.

## تولید
فیلمبرداری در آواخر سال ۲۰۱۹ آغاز شد، و در اوت ۲۰۲۰ در طول همه‌گیری کووید ۱۹ متوقف شد. دوباره تولید در ژوئن ۲۰۲۱ آغاز شد، به مدت «حدود هفت ماه» به پایان رسید.

## بازخوردها
هم این فیلم و هم مینی سریال تا حد زیادی نقدهای مثبتی از منتقدان دریافت کرده‌اند.